# Камау, Джон
Джон Камау (англ. John Kamau; род. 13 мая 1947) — кенийский боксёр, представитель наилегчайших весовых категорий. Выступал за национальную сборную Кении по боксу в первой половине 1960-х годов, участник летних Олимпийских игр в Токио.

## Биография
Джон Камау родился 13 мая 1947 года.
Как боксёр наибольшее внимание привлёк к себе в сезоне 1964 года, когда вошёл в основной состав кенийской национальной сборной и благодаря череде удачных выступлений удостоился права защищать честь страны на летних Олимпийских играх в Токио — уже на предварительном этапе в 1/16 финала категории до 51 кг в своём стартовом поединке раздельным решением судей потерпел поражение от венгра Тибора Паппа и сразу же выбыл из борьбы за медали.
После токийской Олимпиады Камау больше не показывал сколько-нибудь значимых результатов в боксе на международной арене. По некоторым данным, в марте 1989 года принимал участие в матчевой встрече со сборной Канады в Найроби и в рамках первого наилегчайшего веса единогласным судейским решением уступил канадскому боксёру Барри Вуду.